# Gisbert Pupp
Gisbert Pupp (* 8. Januar 1939 in Berlin; † 17. Juli 2015 ebenda) war ein deutscher Maler und Grafiker.

## Leben
Gisbert Pupp wurde 1939 als zweites Kind des Physikers Wolfgang Pupp und dessen Frau geboren. Infolge der Kriegseinwirkungen flohen seine Eltern nach Oberbayern. Seine Schulzeit verbrachte er zunächst in Rosenheim, später in Gießen, wo er 1958 an der Liebigschule das Abitur ablegte. Daraufhin begann er ein Studium an der Universität der Künste Berlin, zu seinen Lehrern gehörte Gerhard Fietz. Stipendien führten ihn 1963/64 nach Paris, wo er Radierung bei Johnny Friedlaender studierte, und 1968/69 nach New York.
Seine Werke wurden in zahlreichen Einzel- und Gruppenausstellungen gezeigt. Er lebte in Berlin-Wannsee, war seit 1974 verheiratet und hat einen Sohn und eine Tochter. Zu seinen Hobbys gehörte das Segeln.

## Kunst

### Malerei
Zu seinen bevorzugten Techniken zählten die Acryl- und Aquarellmalerei. Seine Malerei wird als optimistisch und sinnlich beschrieben. Er selbst sah es als Aufgabe der Kunst, „das Unsichtbare sichtbar“ zu machen. Zu den Künstlern, die ihn stilistisch beeinflusst haben, zählte er Picasso, Ernst, Miró, Baumeister und Dubuffet.
Oft wurden naturalistische Skizzen mit surrealistischen Anmerkungen versehen. Ein häufiges Motiv in seinen Bildern sind Frauengestalten, die in kräftigem Rot, Orange und Gelb als Symbol der Lebensfreude und Fruchtbarkeit ausgeführt sind.

### Buchillustration
1987 illustrierte er das Buch Phil W. Stierfellers einfältige Abenteuer von Dieter Baumeister. Für das 1995 in einer Auflage von 122 Exemplaren veröffentlichte Künstlerbuch Asphodelische Mysterien mit Gedichten von Dieter Straub fertigte Gisbert Pupp vier Siebdrucke.

## Veröffentlichungen

### Werke
- Malerei Grafik Plastik 1953–1988
- Malerei Grafik Plastik 1953–2004
- Malerei Grafik 2005–2010

### Ausstellungskataloge
- Galerie Siegmunds Hof Berlin, 1965
- Galerie Schaumann Essen, 4. Juni – 2. Juli 1966
- Le Zodiaque Bruxelles, 12. Mai – 1. Juni 1971
- Galerie Schaumann Essen, 6. November – 31. Dezember 1976